# 美鈴が丘
美鈴が丘（みすずがおか）は、福岡県小郡市の町丁。現行行政地名は美鈴が丘一丁目から美鈴が丘五丁目。郵便番号は838-0101。

## 地理
小郡市北部に位置する。地域内は全域が小郡・筑紫野ニュータウンであり、西鉄によって計画的に開発された住宅街となっている。西は希みが丘、東南は三沢、北は津古と接している。

## 小・中学校の学区
市立小・中学校に通う場合、学区は以下の通りとなる。
| 丁目           | 番地 | 小学校                   | 中学校             |
| -------------- | ---- | ------------------------ | ------------------ |
| 美鈴が丘一丁目 | 全域 | 小郡市立のぞみが丘小学校 | 小郡市立三国中学校 |
| 美鈴が丘二丁目 | 全域 | 小郡市立のぞみが丘小学校 | 小郡市立三国中学校 |
| 美鈴が丘三丁目 | 全域 | 小郡市立のぞみが丘小学校 | 小郡市立三国中学校 |
| 美鈴が丘四丁目 | 全域 | 小郡市立のぞみが丘小学校 | 小郡市立三国中学校 |
| 美鈴が丘五丁目 | 全域 | 小郡市立のぞみが丘小学校 | 小郡市立三国中学校 |

## 施設
- 小郡市立三国中学校
- 一ノ口公園
- 上田町公園
- 鈴隈公園
- 北松尾口公園
- オアシス福岡志恩病院
- 美鈴が丘公民館